# بهاء عبد الرحمن
بهاء عبد الرحمن مصطفى سليمان (مواليد 5 يناير 1987 في عمان، الأردن) هو لاعب كرة قدم أردني يلعب مع نادي سلاغور في دوري السوبر الماليزي و‌منتخب الأردن لكرة القدم في مركز خط الوسط.
يعتبر أحد أفضل لاعبي خط الوسط المتأخر بالأردن، ويجيد اللعب بمركزه وهو محور خط الوسط أو لاعب الارتكاز. يلعب بالقدم اليمنى ويجيد التسديد على المرمى ويمتاز بتمريراته الدقيقة وسرعته بقطع الكرات المرتدة ويتميز باللياقة البدنية العالية.

## مشواره الرياضي
مارس بهاء عبد الرحمن كرة القدم كلاعب هاوي في نادي حي الأمير حسن عام 2004، وما لبث اللاعب إلى أن انتقل إلى الفيصلي ليلعب في فريق الشباب.
تواجد بهاء مع الفيصلي جعله ينضم إلى منتخب الشباب، وكان أحد أبرز المساهمين في وصول منتخب الأردن للشباب إلى كأس العالم للشباب لأول مرة في تاريخ كرة القدم الأردنية، والذي أقيم في كندا صيف 2007، وانضم بعد ذلك مباشرة إلى منتخبه الوطني الأول.
لم ينتظر عبد الرحمن الوقت الكثير لإثبات قدراته مع المنتخب الوطني الأول، فبات ورقة رئيسية كانت حاضرة في النهائيات الآسيوية 2011، وساهم في وصول المنتخب إلى الدور الرابع والحاسم من التصفيات الآسيوية المؤهلة لكأس العالم 2014.
على صعيد التجارب النادوية، حرص عبد الرحمن على التواجد مع الفيصلي، ولكنه احترف في نادي الأهلي السعودي على سبيل الإعارة موسم 2009 – 2010.
بدأ اللعب مع الفريق الأول للفيصلي وهو عمره 19 سنة حيث برز من خلال منتخب الشباب الذي شارك بكأس العالم بكندا، وأصبح بعد ذلك اللاعب الذي يعتمد عليه أكثر المدربين.
وما يميز اللاعب هو ذكائه الميداني وحنكته باحتلال المراكز المناسبة ذهب إلى السعودية بتجربتين احتراف، الأولى ناجحة مع الأهلي السعودي، والثانية مع التعاون، لكنه أصيب في أحد التدريبات وعاد إلى الأردن، ثم ذهب في رحلة علاجية إلى قطر.

## روابط خارجية
- بهاء عبد الرحمن على موقع الاتحاد الدولي (مؤرشف)  (الإنجليزية)
- بهاء عبد الرحمن على موقع قاعدة بيانات كرة القدم.إي يو (الإنجليزية)
- بهاء عبد الرحمن على موقع ناشيونال فوتبول تيمز (الإنجليزية)
- بهاء عبد الرحمن على موقع Soccerway.com (الإنجليزية)
- بهاء عبد الرحمن على موقع كووورة